# Les Llosses
Les Llosses (spanisch Las Llosas) ist eine Gemeinde (municipio) in der spanischen Provinz Girona in Katalonien mit 199 Einwohnern (Stand: 2024). Zur Gemeinde gehören neben dem Hauptort Les Lloses die Ortschaften und Weiler La Farga de Bebiè, Palmerola, San Martín de Viñolas, San Saturnino de Sobellas, Santa María de Matamala, Vallespirán und Viladonja, Die Gemeinde ist die flächenmäßig größte Gemeinde in der Provinz Girona.

## Lage
Les Llosses liegt in den Pyrenäen  etwa 75 Kilometer westnordwestlich von Girona in einer Höhe von ca. 1000 m.

## Bevölkerungsentwicklung
| Jahr      | 1970 | 1981 | 1991 | 2001 | 2011 | 2021 |
| Einwohner | 606  | 500  | 362  | 271  | 221  | 209  |

## Sehenswürdigkeiten
- Burgruine von Plamerola
- Vinzenzkirche von Palmerola
- Stefanskirche von Vallespirans
- Julianuskirche
- Martinskirche von Vinyoles
- Marienkirche von Les Llosses
- Marienkirche von Matamalav
- Eulalienkirche von Viladonja
- Saturninuskirche von Sovelles
- Vinzenzkirche von Maçanós
- Margaritenkirche von Vinyoles

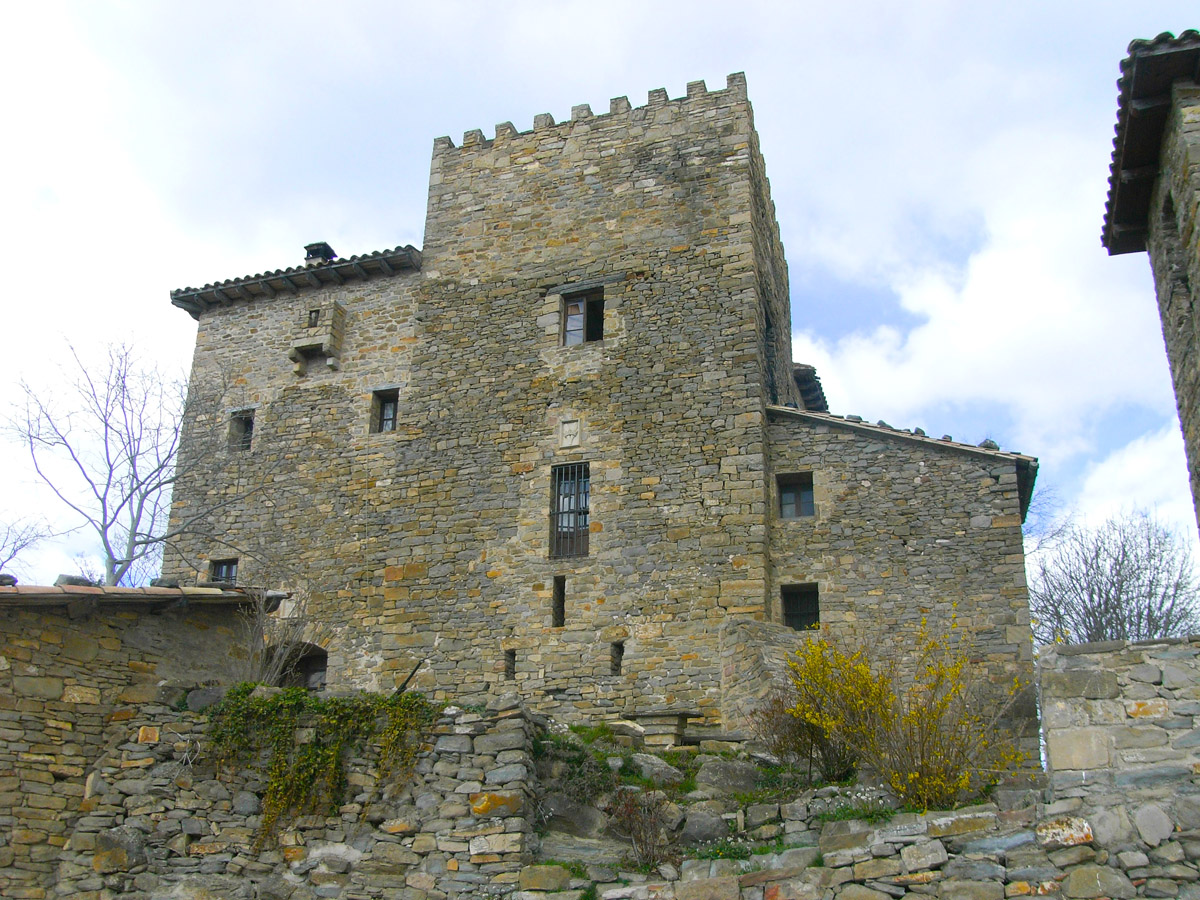
Burgruine von Palmerola
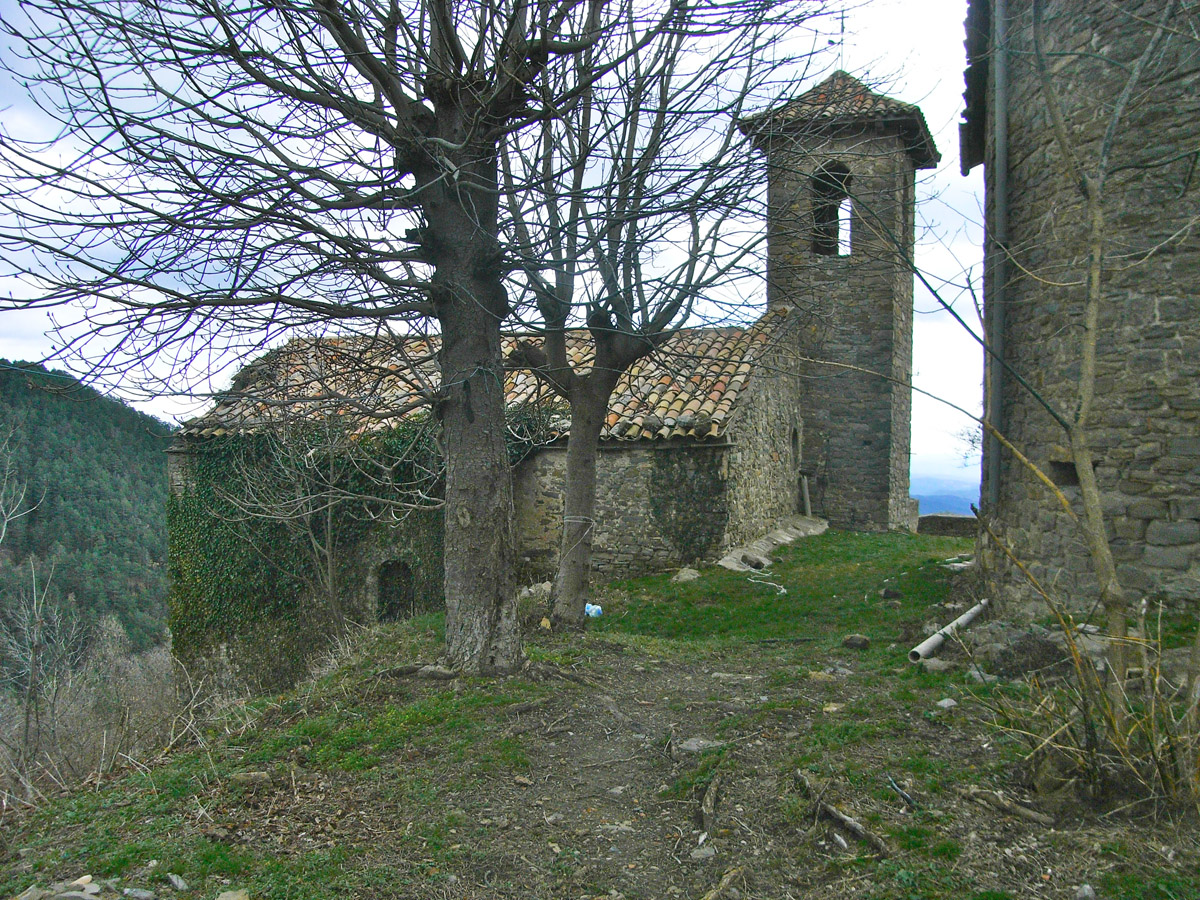
Vizenzkirche  von Palmerola
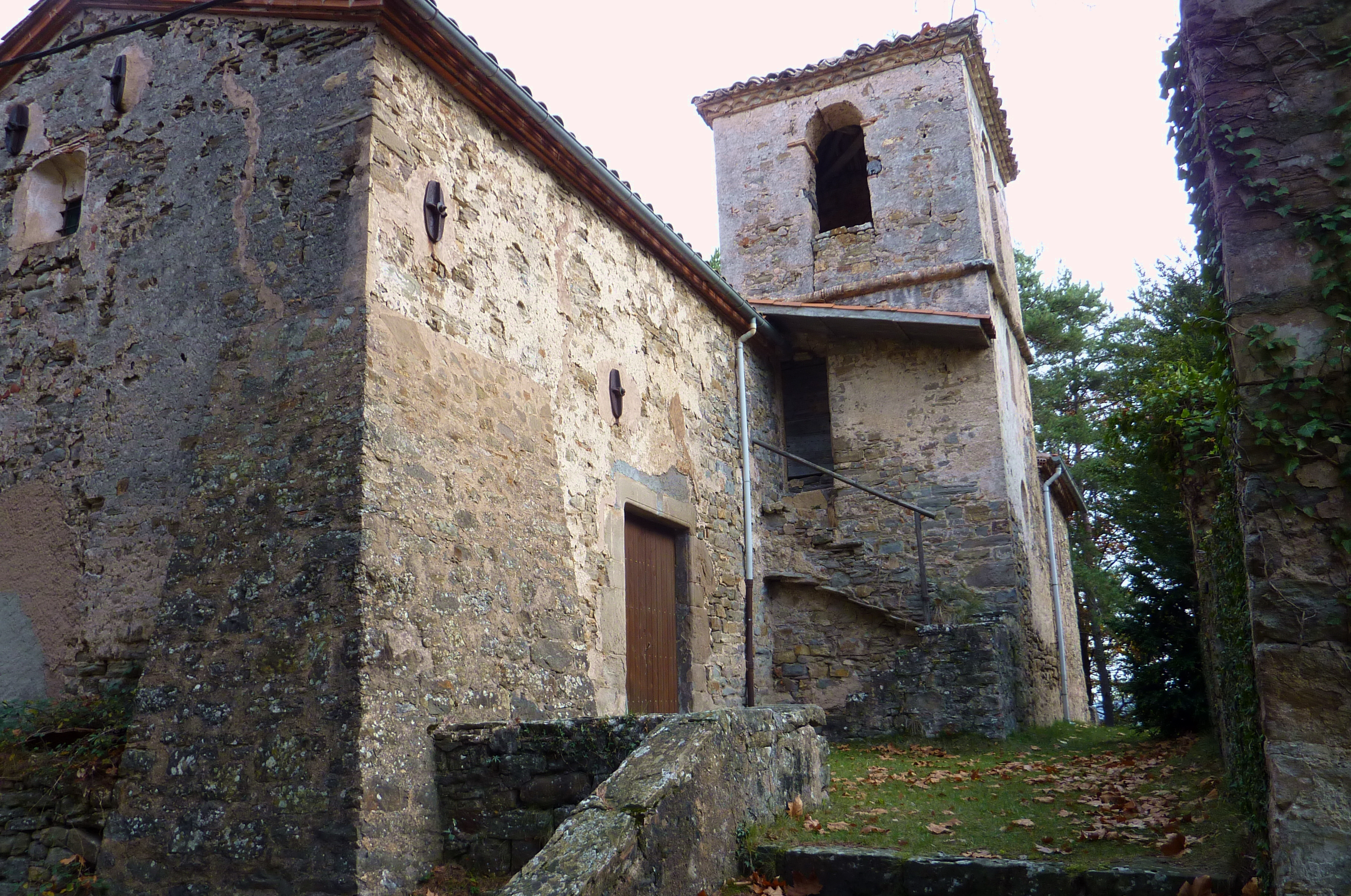
Stefanskirche
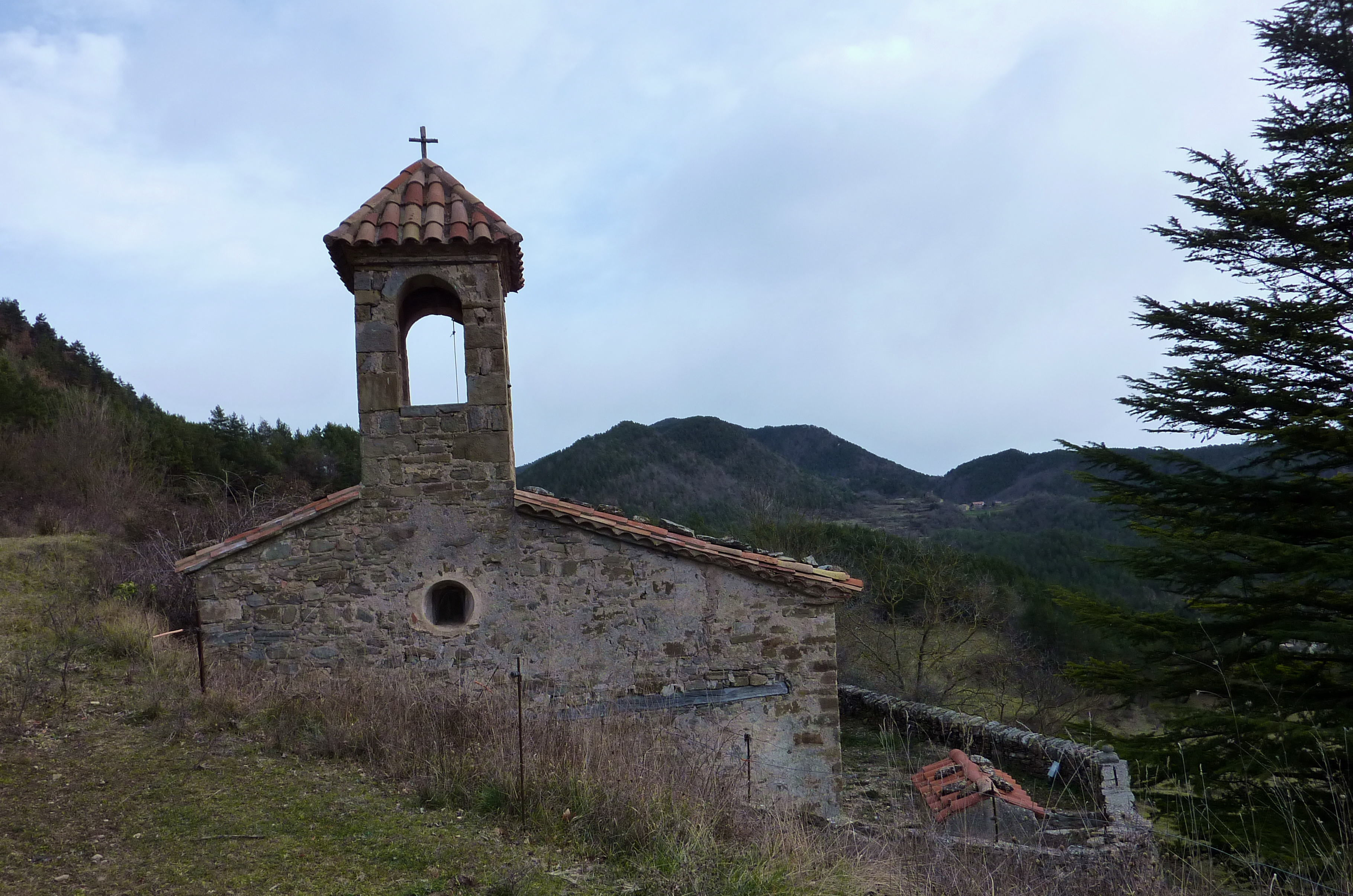
Julianuskirche
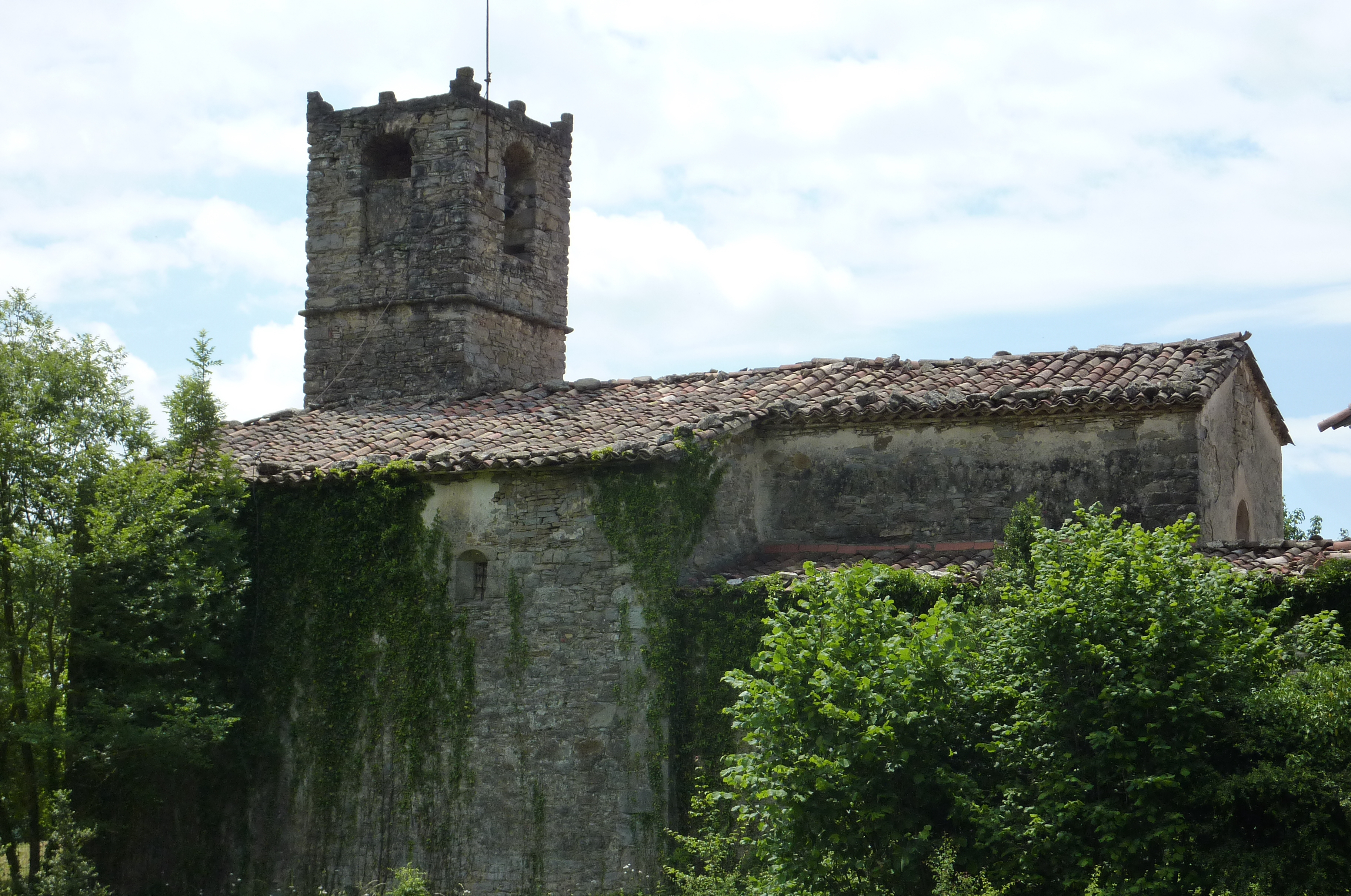
Martinskirche von Vinyoles
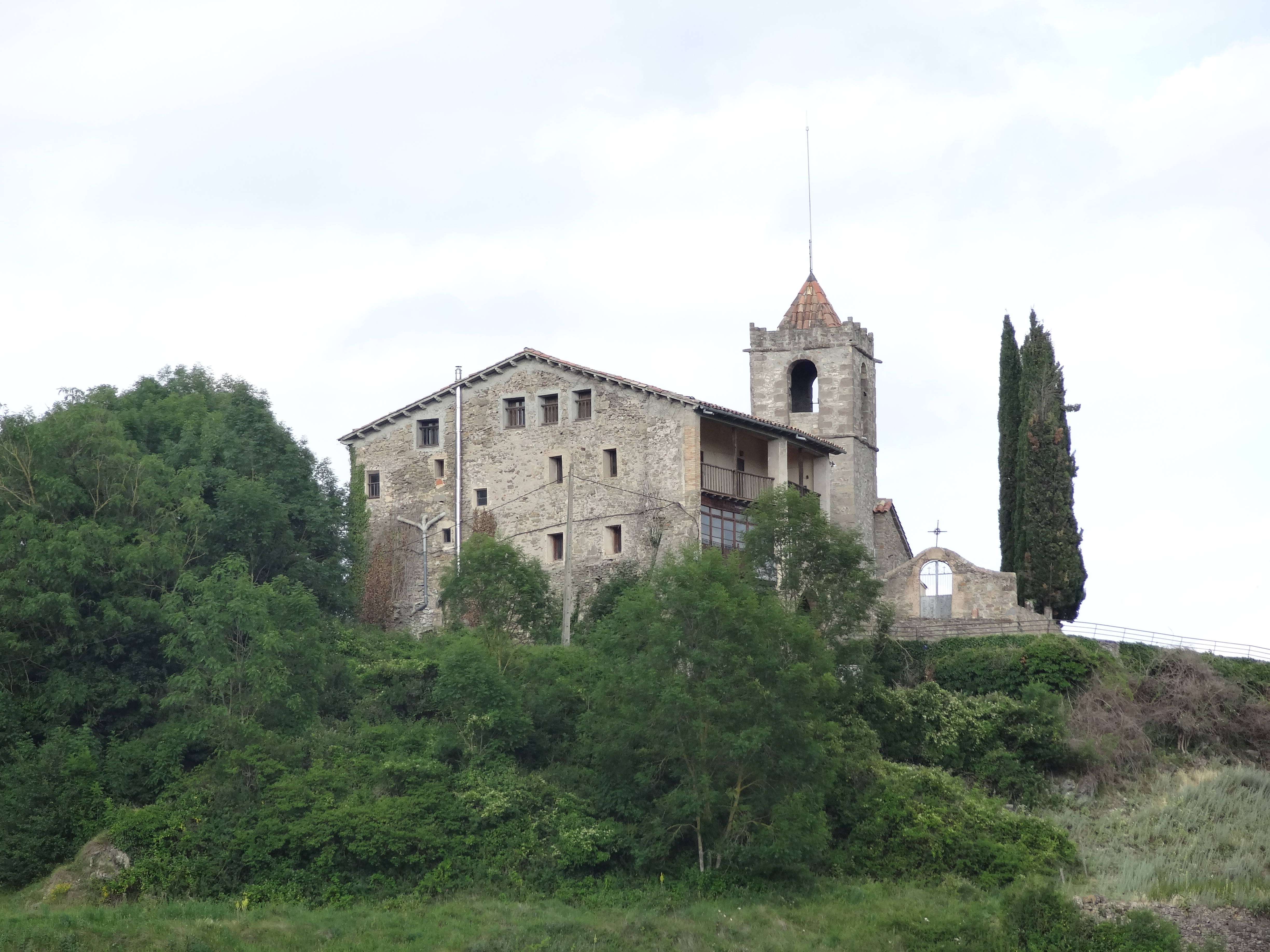
Marienkirche von Matamala
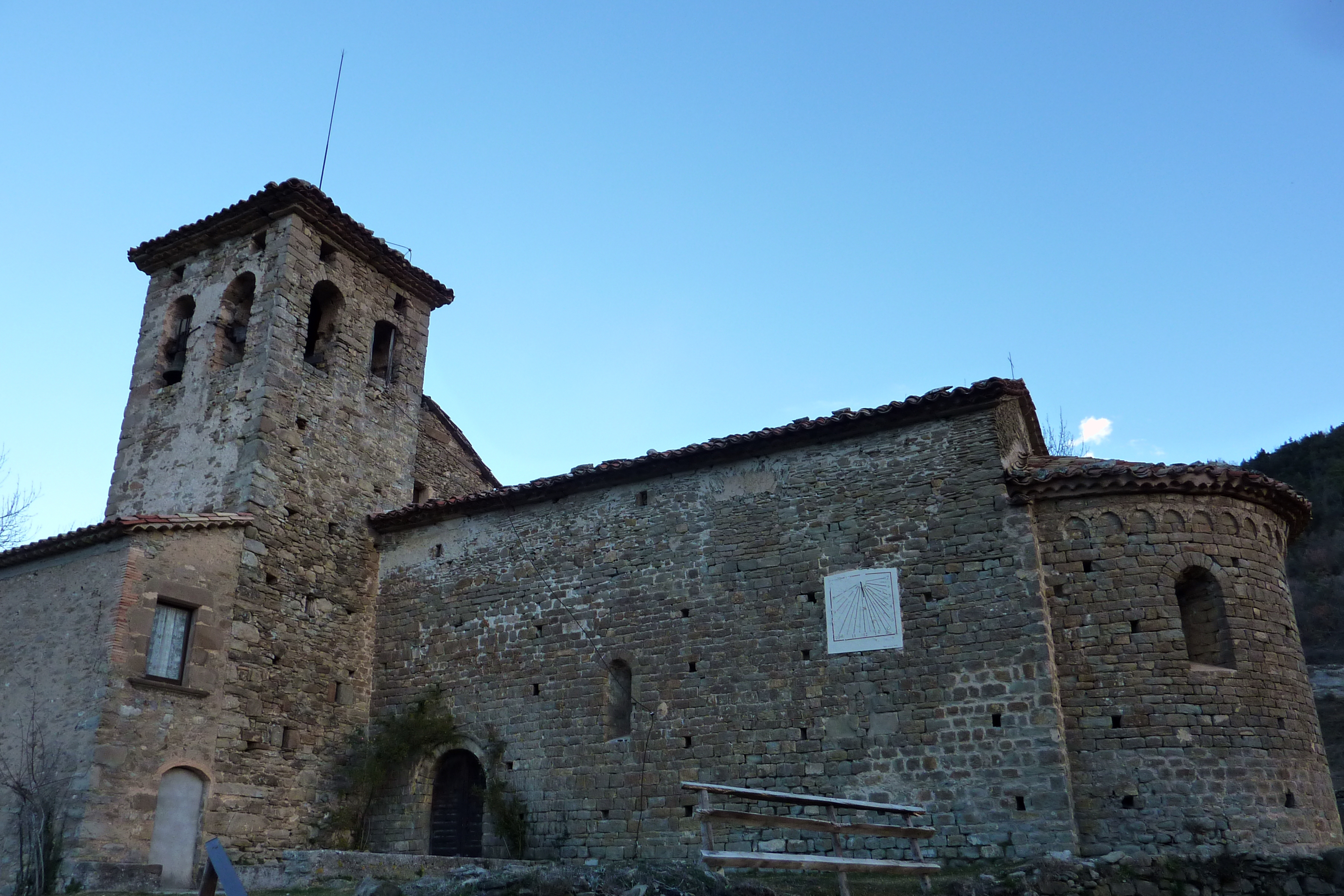
Marienkirche von Les Llosses
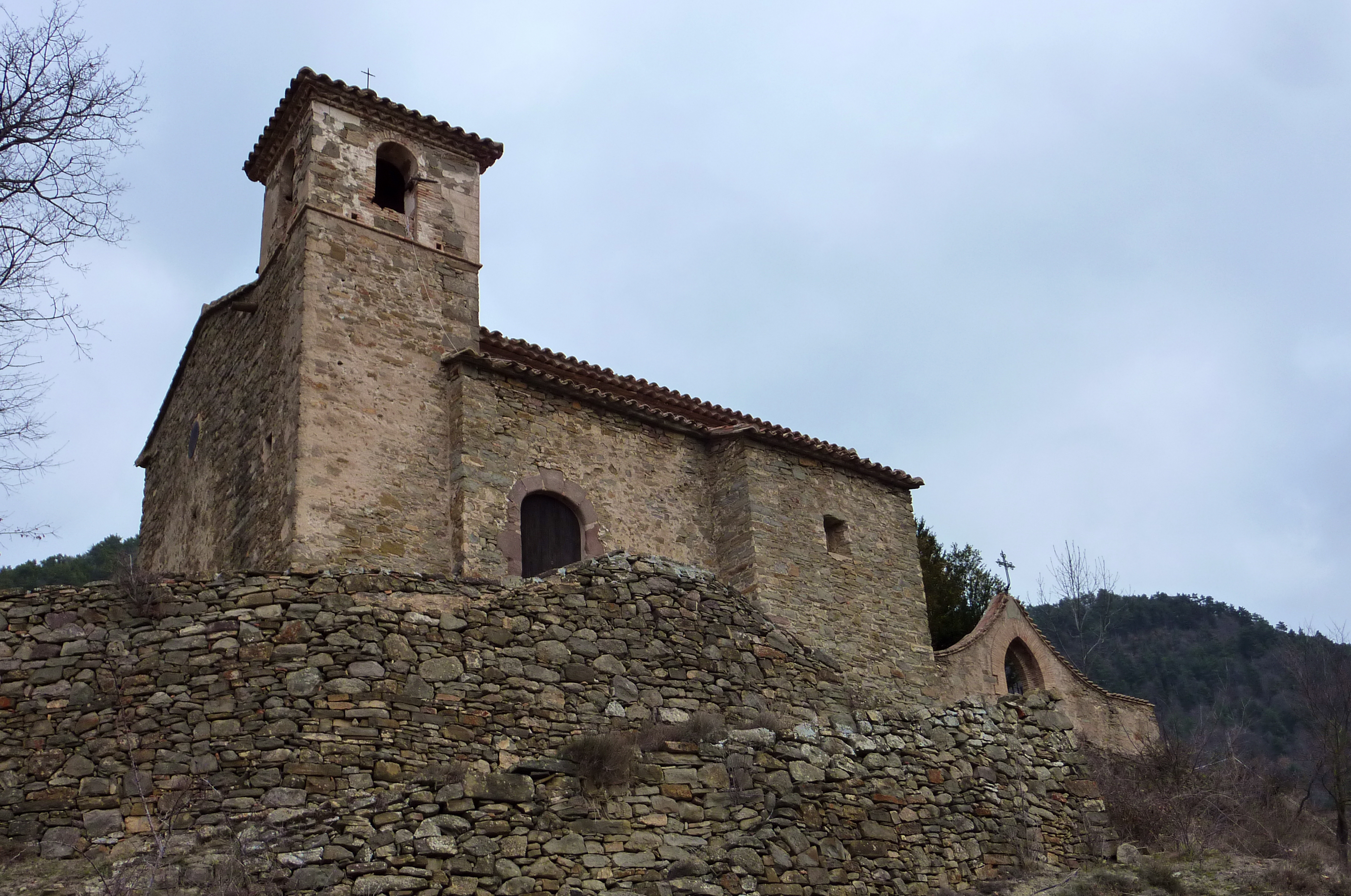
Eulalienkirche von Viladonja
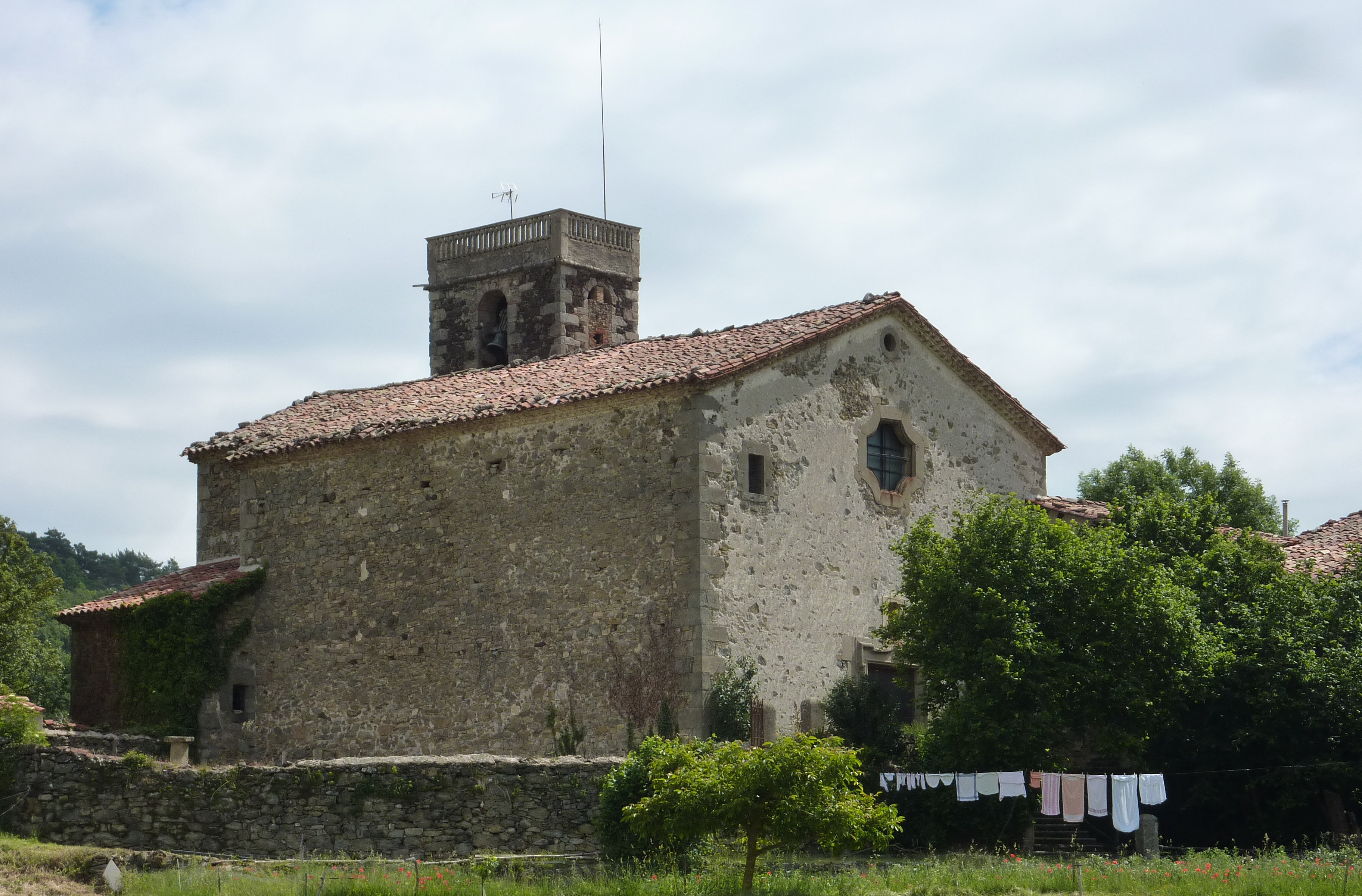
Saturninuskirche
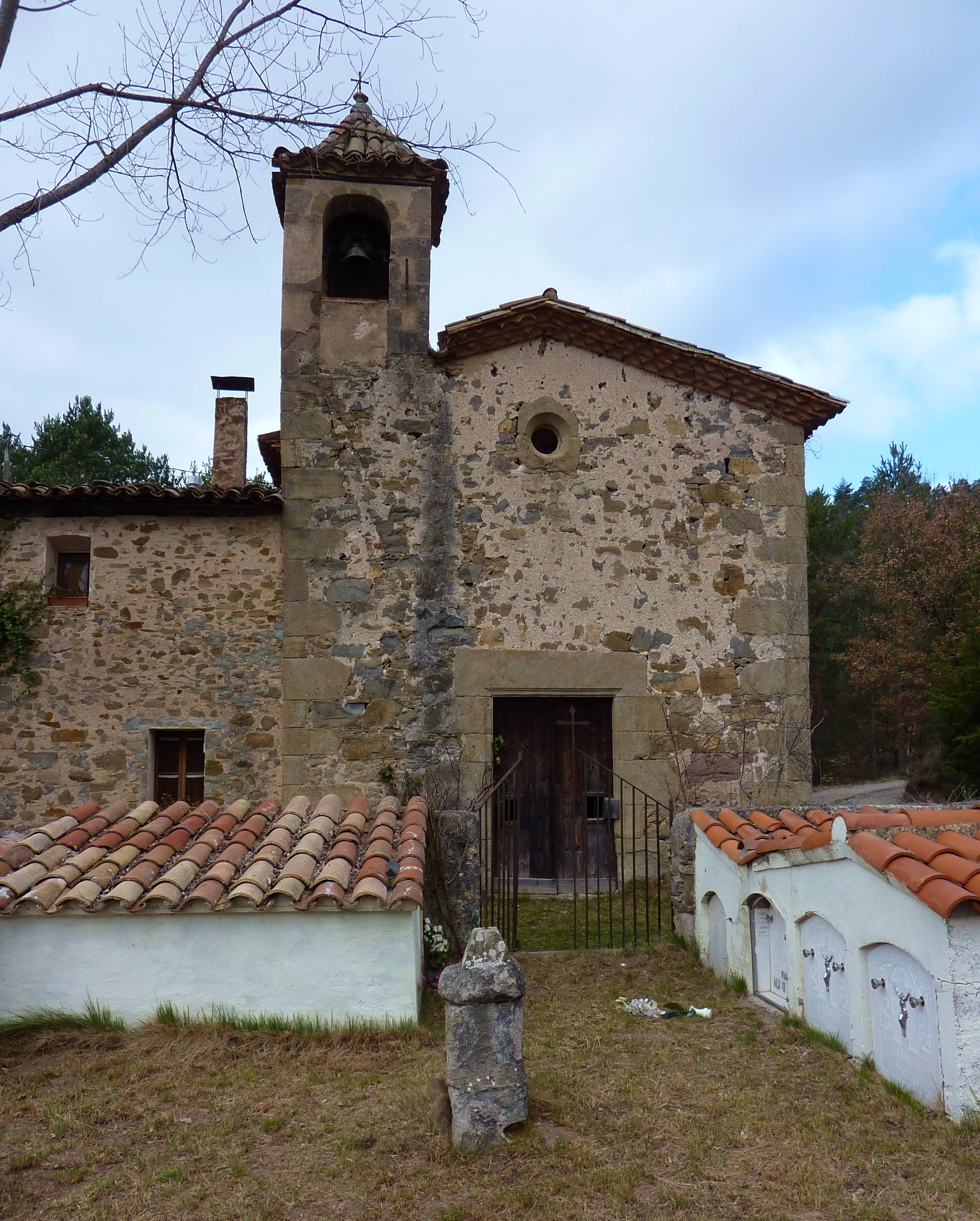
Vinzenzkirche von Maçanós
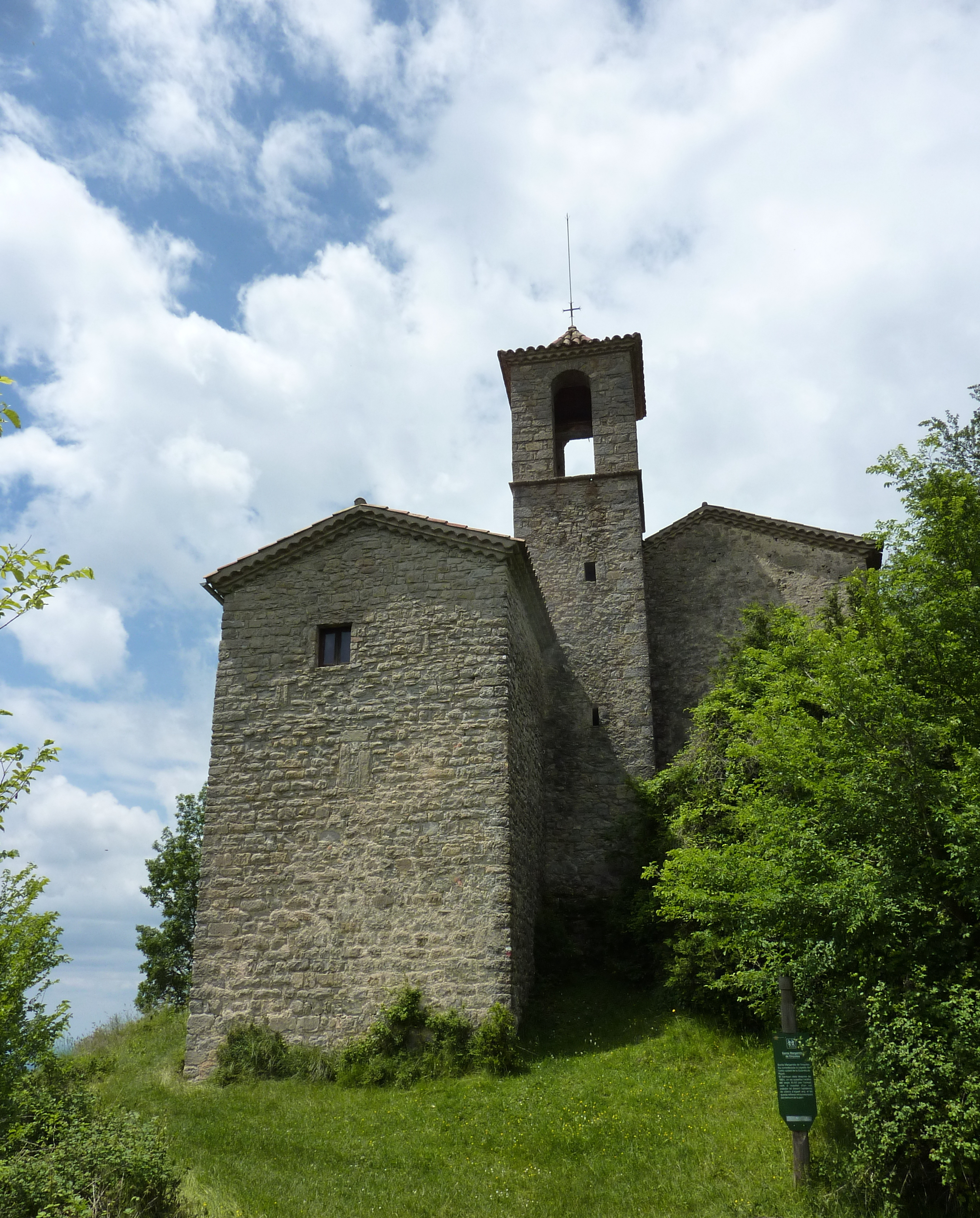
Margaritenkirche